# Димитрій (Любимов)
Єпископ Димитрій (в миру Дмитро Гаврилович Любимов; 15 (27) вересня 1857, Оранієнбаум, Санкт-Петербурзька губернія — 17 травня 1935 Ярославль) — єпископ Православної Російської Церкви, єпископ Гдовський.
Один з керівників та ідеологів «іосифлянського руху»; після арешту митрополита Йосифа фактично очолив іосифлянський рух у Ленінграді, надаши собі сан архієпископа.

## Біографія
Закінчив Санкт-Петербурзьку духовну семінарію (1878), Санкт-Петербурзьку духовну академію (1882) зі ступенем кандидата богослов'я (тема кандидатської роботи: «Микита Пустосвят і його значення в розколі»).

### Викладач і священик
З 1882 року — псаломщик в російській Микільської церкви в Штутгарті, де священиком служив його старший брат Сергій. З 1884 року — вчитель латинської мови в Ростовському духовному училищі Ярославської єпархії.
З 6 травня 1886 року — священик палацової Пантелеймонівської церкви Оранієнбаума. З 1895 — настоятель Михайло-Архангельської церкви Оранієнбаума (змінив на цій посаді свого батька). Був законовчителем міського училища в Оранієнбаумі.
З 12 вересня 1898 року — в клірі церкви Покрова Божої Матері, розташованої на Садовій вулиці в Санкт-Петербурзі. При храмі велася широка благодійна робота, розташовувався сирітський притулок, будинки для людей похилого віку, школи. У 1903 році возведений у сан протоієрея. Нагороджений орденами святої Анни III (1899) і II (1906) ступеня, святого Володимира IV ступеня (1910).
6 вересня 1922 року арештований і висланий на три роки. Заслання відбував у місті Уральську, а останні два роки — в місті Теджені (Туркестан).
Звільнений із заслання 1 березня 1925 року, повернувся в Ленінград.
Був пострижений в чернецтво в Свято-Даниловим монастирі в Москві, зведений в сан архімандрита .

### Архієрей
З 12 січня 1926 року — єпископ Гдовський, вікарій Ленінградської єпархії.
Виступив проти Декларації Заступника Патріаршого місцеблюстителя митрополита Сергія (Страгородського), яка передбачала повну лояльність більшовицькому режимові (радянської влади). Очолював делегацію представників ленінградських кліриків і прихожан, яка 12-14 грудня 1927 року вела переговори з митрополитом Сергієм, щоб переконати його переглянути Декларацію. Під час зустрічі заявив, що «Я особисто людина абсолютно аполітична і якби знадобилося мені самому собі донести до ГПУ, я не міг би нічого придумати, в чому я винен перед радянською владою. Я тільки сумую і сумую, бачачи гоніння на релігію і Церкву. Нам пастирям заборонено говорити про це і ми мовчимо. Але на питання, чи є в СРСР гоніння на релігію і Церкву, я не міг би відповісти інакше, ніж ствердно». Зустріч завершилася безрезультатно.

### Лідер «іосифлянського» руху
Був найближчим сподвижником митрополита Ленінградського Іосифа (Петрових) . Після того, як митрополит Сергій під натиском влади, змістив митрополита Іосифа з Ленінградської кафедри, єпископи Димитрій (Любимов) і Сергій (Дружинін) 26 грудня 1927 року підписали акт офіційного відділення від митрополита Сергія.
У лютому 1928 року митрополитом Іосифом зведений в сан архієпископа з дорученням йому в тимчасове управління Ленінградської іосифлянською єпархією.
Після арешту митрополита Іосифа в 1928 році архієпископ Димитрій фактично очолив «іосифлянський» рух, служив у храмі Спаса-на-Крові, який став кафедральним собором «іосифлянської» єпархії. Під час однієї з проповідей попередив віруючих про те, що потрібно бути готовими піти в підпілля, розсіятися, сховатися від будь-якого контролю більшовиків, а якщо існувати відкрито — то як організації, яка повинна опиратися всім антицерковним заходам радянської влади.
Належав до радикального крила іосифлян: у своїх проповідях єпископ заявляв, що Церква, очолювана митрополитом Сергієм, є «царство антихриста»; що храми, в яких підноситься ім'я митрополита Сергія і поминається влада, істинно-православні не повинні відвідувати, бо храми ці перетворилися на «вертепи сатани», що все духовенство, що підкоряється митрополиту Сергію і його синоду, ухилилося від православ'я і зробилося «служителями диявола» ; що причастя «сергіан» є «їжа демонів», яка не освячує, а оскверняє віруючих.
Митрополит Сергій, в свою чергу, заборонив владику Димитрія та інших «іосифлянських» єпископів у служінні, а 6 серпня 1929 року визнав таїнства, що здійснюються цими ієрархами, недійсними. «Іосифляни» не підкорилися цим рішенням.

### Арешт і смерть у в'язниці
29 листопада 1929 року архієпископ Димитрій був заарештований за звинуваченням у «контр-революційній агітації, спрямованій на підрив і повалення радянської влади». Разом з ним було зарештовано багато «іосифлян». Утримувався у в'язниці в Ленінграді, мужньо поводився на допитах.
3 серпня 1930 року засуджений за статтями 58-10 і 58-11 Кримінального кодексу РРФСР до 10 років тюремного ув'язнення. Відправлений у Ярославський політізолятор. Восени 1930 року був притягнутий до слідства у справі «Всесоюзного центру ІСЦ». 3 вересня 1931 року засуджений за тими ж статтями Кримінального кодексу РРФСР до розстрілу з заміною на 10 років тюремного ув'язнення. Перебував в ув'язненні в одиночній камері Ярославського політізолятора, де і помер.

## Ушанування пам'яті
У 1981 році рішенням Архієрейського Собору РПЦЗ канонізований до лику святих зі включенням до Собору новомучеників і сповідників Російських (без встановлення окремого дня пам'яті).

## Родина
- Батько — протоієрей Гавриїл Маркович Любимов.
- Брат — Сергій, священик, служив у російській Микільській церкві в Штутгарті .
- Дружина — Агрипина Іванівна, уроджена Чистякова, дочка потомственого почесного громадянина. Померла до Жовтневого перевороту
- Діти — Сергій (1885 -?), Віра, Ганна, Гавриїл, Надія. Дочка Віра в першій половині 1930-х років жила в СРСР, листувалася з батьком, що знаходився в Ярославському політізоляторі, направляла йому посилки. Одна з дочок була одружена з німецьким офіцером, жила в Німеччині.